# Michael Ruck (Politikwissenschaftler)

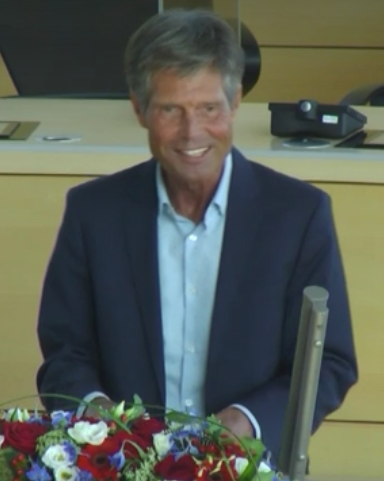
Michael Ruck als Tagungsreferent im Schleswig-Holsteinischen Landtag am 23. August 2021

Michael Ruck (* 3. Juni 1954 in Kiel) ist ein deutscher Politikwissenschaftler und Zeithistoriker. Bis 2020 lehrte er als Universitätsprofessor an der Europa-Universität Flensburg.

## Leben
Michael Ruck nahm 1974 nach dem Abitur am Ernst-Barlach-Gymnasium Kiel ein Studium der Geschichte, Geographie und Wirtschaft/Politik sowie Pädagogik und Soziologie an der Universität Kiel auf, das er 1979/80 mit dem ersten Staatsexamen für das Lehramt an Gymnasien abschloss. Von 1980 bis 1995 arbeitete er als wissenschaftlicher Mitarbeiter am Institut für Sozialwissenschaften sowie an der Lehreinheit für Politische Wissenschaft und Zeitgeschichte der Universität Mannheim. 1983 wurde er in Mannheim mit seiner Dissertation über „Die Freien Gewerkschaften im Ruhrkampf 1923“ (Köln 1986) promoviert, die 1985 mit einem Förderpreis des Kommunalverbandes Ruhrgebiet ausgezeichnet wurde. 1994/95 wurde er an der Universität Mannheim von der Fakultät für Sozialwissenschaften und der Fakultät für Geschichte und Geographie mit seiner Habilitationsschrift über „Beamte im deutschen Südwesten 1928 bis 1972“ für das Fachgebiet Politikwissenschaft und Zeitgeschichte habilitiert. Von 1995 bis 2001 lehrte er als Hochschuldozent an der Fakultät für Sozialwissenschaften der Universität Mannheim. Im Frühjahr 2001 wurde er zum Universitätsprofessor sowie zum Direktor am Institut für Geschichte und ihre Didaktik der Universität Flensburg und am Institut für schleswig-holsteinische Zeit- und Regionalgeschichte an der Universität Flensburg in Schleswig berufen. Von 2006 bis 2012 war er Direktor am Institut für Politik und Wirtschaft und ihre Didaktik – Politikwissenschaft – der Universität Flensburg sowie am Institut für Geschichte und ihre Didaktik der Universität Flensburg. Seit 2012 war Ruck Direktor und (seit 2018 stellvertretender) Sprecher am Seminar für Politikwissenschaft und Politikdidaktik sowie bis 2014 am Seminar für Geschichte und Geschichtsdidaktik im Institut für Gesellschaftswissenschaften und Theologie der Europa-Universität Flensburg. Von 2012 bis 2014 amtierte er als dessen Sprecher, von 2014 bis 2016 als stellvertretender Sprecher.
Seine Forschungsschwerpunkte sind Gewerkschaften und Korporatismus im 20. Jahrhundert, Sozialpolitik in Deutschland im 20. Jahrhundert, Verwaltung(spolitik), Föderalismus und Gebietsreformen im 20. Jahrhundert, Planung(spolitik) seit den 1960er Jahren im internationalen Vergleich sowie Politisches System und Parteien in Deutschland im 19. und 20. Jahrhundert.
In der akademischen Selbstverwaltung hat sich Ruck an den Universitäten Mannheim und Flensburg durchgehend engagiert. Von 2002 bis 2004 war er Vorsitzender des Konsistoriums, 2004 Prorektor und von 2006 bis 2010 Vorsitzender des Senats der Universität Flensburg.
Ruck ist u. a. Mitglied der Deutschen Vereinigung für Parlamentsfragen, der Lorenz von Stein-Gesellschaft zu Kiel, des Vereins „Gegen Vergessen – Für Demokratie“ und der Gesellschaft für Schleswig-Holsteinische Geschichte.
Er ist verheiratet mit der Oberstudiendirektorin i. R. Barbara Langlet-Ruck. Sie haben zwei Töchter und leben in Kiel und Wenningstedt (Sylt).

## Publikationen (selbständige Veröffentlichungen)
- Die Gewerkschaften in den Anfangsjahren der Republik 1919–1923 (= Quellen zur Geschichte der deutschen Gewerkschaftsbewegung im 20. Jahrhundert. Bd. 2). Bund-Verlag, Köln 1985, ISBN 3-7663-0901-3.
- Die Freien Gewerkschaften im Ruhrkampf 1923 (= Schriftenreihe der Otto-Brenner-Stiftung. Bd. 39). Bund-Verlag, Köln 1986, ISBN 3-7663-0866-1 (zugl.: Mannheim, Univ., Diss., 1983).
- Bollwerk gegen Hitler? Arbeiterschaft, Arbeiterbewegung und die Anfänge des Nationalsozialismus. Bund-Verlag, Köln 1988, ISBN 3-7663-3082-9.
- Gewerkschaften – Staat – Unternehmer. Die Gewerkschaften im sozialen und politischen Kräftefeld 1914 bis 1933 (= Gewerkschaften in Deutschland. Bd. 3). Bund-Verlag, Köln 1990, ISBN 3-7663-2159-5.
- als Herausgeber mit Cornelia Rauh-Kühne: Regionale Eliten zwischen Diktatur und Demokratie. Baden und Württemberg 1930–1952 (= Nationalsozialismus und Nachkriegszeit in Südwestdeutschland. Bd. 1). Oldenbourg, München 1993, ISBN 3-486-55950-8.
- Bibliographie zum Nationalsozialismus. Bund-Verlag, Köln 1995, ISBN 3-7663-2355-5; vollst. überarb. u. wesentl. erw. Neuausg., 2 Bde. mit CD-ROM-Version. Wissenschaftliche Buchgesellschaft, Darmstadt 2000, ISBN 978-3-534-14989-6.
- Korpsgeist und Staatsbewußtsein. Beamte im deutschen Südwesten 1928 bis 1972 (= Nationalsozialismus und Nachkriegszeit in Südwestdeutschland. Bd. 4). Oldenbourg, München 1996, ISBN 3-486-56197-9 (zugl.: Mannheim, Univ., Habil.-Schr., 1995).
- als Mitbearbeiter: Wolfram Angerbauer (Red.): Die Amtsvorsteher der Oberämter, Bezirksämter und Landratsämter in Baden-Württemberg 1810 bis 1972. Herausgegeben von der Arbeitsgemeinschaft der Kreisarchive beim Landkreistag Baden-Württemberg. Theiss, Stuttgart 1996, ISBN 3-8062-1213-9. (239 Kurzbiographien).
- als Herausgeber mit Hans-Jochen Vogel: Klaus Schönhoven: Arbeiterbewegung und soziale Demokratie in Deutschland. Ausgewählte Beiträge (= Reihe Politik- und Gesellschaftsgeschichte. Bd. 59). Dietz, Bonn 2002, ISBN 3-8012-4124-6.
- als Herausgeber mit Karl Heinrich Pohl: Regionen im Nationalsozialismus (= IZRG-Schriftenreihe. Bd. 10). Verlag für Regionalgeschichte, Bielefeld 2003, ISBN 3-89534-490-7.
- als Herausgeber mit Uwe Danker, Nils Köhler und Eva Nowottny: Zwangsarbeitende im Kreis Nordfriesland 1939–1945 (= IZRG-Schriftenreihe. Bd. 12). Verlag für Regionalgeschichte, Bielefeld 2004, ISBN 3-89534-552-0.
- als Herausgeber mit Marcel Boldorf: 1957–1966. Bundesrepublik Deutschland. Sozialpolitik im Zeichen des erreichten Wohlstandes (= Geschichte der Sozialpolitik in Deutschland seit 1945. Bd. 4). Nomos, Baden-Baden 2007, ISBN 978-3-7890-7319-9.
- mit Michael Dauderstädt: Zur Geschichte der Zukunft. Sozialdemokratische Utopien und ihre gesellschaftliche Relevanz (= Reihe Gesprächskreis Geschichte. Bd. 90). Friedrich-Ebert-Stiftung, Archiv der Sozialen Demokratie, Bonn 2011, ISBN 978-3-86872-644-2.
- Anpassung – Selbstgleichschaltung – Zerschlagung. Die Gewerkschaften in Flensburg und im Deutschen Reich nach der Machtübertragung an Hitler 1933. Deutscher Gewerkschaftsbund Schleswig-Holstein Nordwest, Flensburg 2014.
- als Herausgeber: Gegner – Instrument – Partner. Gewerkschaftliche Staatsverständnisse vom Industrialismus bis zum Informationszeitalter (= Staatsverständnisse. Bd. 106). Nomos, Baden-Baden 2017, ISBN 978-3-8487-3055-1.
- Arnold Brechts Staatsverständnis in Praxis und Theorie. Deutscher Verwaltungsjurist – amerikanischer Staatswissenschaftler – transnationaler Politikberater. (= Staatsverständnisse. Bd. 181). Nomos, Baden-Baden 2024, ISBN 978-3-8487-5332-1.